# Eliška Balzerová
Eliška Balzerová, rozená Eliška Havránková (* 25. května 1949 Vsetín) je česká herečka. 
Hrála například v televizních seriálech Nemocnice na kraji města či Nemocnice na kraji města po dvaceti letech či ve filmech Pěsti ve tmě či Vrchní, prchni. V roce 2011 získala Českého lva za nejlepší ženský herecký výkon ve vedlejší roli.

## Život
Dětství prožila v Moravských Budějovicích. K divadlu ji přivedla matka, která hrála v ochotnickém spolku. Má sestru.
Vystudovala konzervatoř v Brně (1963–1967), kde získala titul DiS., a následně činoherní herectví na Janáčkově akademii múzických umění v Brně (1967–1971) (titul MgA. jí byl zpětně přiznán zákonem z roku 1998).
Po studiích byla v angažmá v Jihočeském divadle v Českých Budějovicích. Od roku 1977 byla členkou Divadla na Vinohradech. V druhé polovině devadesátých se spolu s Tomášem Töpferem výrazně angažovala při obnově Divadla Na Fidlovačce. V tomto divadle působila do června 2017 jako členka souboru, od května 2012 byla jeho ředitelkou.
S manželem, producentem Janem Balzerem mají syna Jana (* 1976), který je farmaceut, a dceru Adélu (* 1983), která je divadelní dramaturgyně.

## Film atelevize

### období2020–2029
- Poldové a nemluvně (2020)
- Příliš osobní známost (2020)
- Moje slunce Mad (2021)
- Srdce na dlani (2022)

### období2010–2019
- Poslední aristokratka (2019) hospodyně Tichá
- Tátova volha (2018) kostýmní výtvarnice Eva
- Teorie tygra (2016) manželka Olga
- Tři holky jako květ (2014) (divadelní záznam)
- Láska je láska (2012) Libuška Nová
- V peřině (2011) babička
- Poslední doutník (2010) (divadelní záznam) Anneli

### období2000–2009
- Ženy v pokušení (2009) Vilma Válová
- Soukromé pasti (2008)
- Nemocnice na kraji města – nové osudy (2008) (televizní seriál) MUDr. Alžběta „Betty“ Čeňková
- Černá karta (2005) (televizní film)
- Nemocnice na kraji města po dvaceti letech (2003) (televizní seriál) MUDr. Alžběta „Betty“ Čeňková
- Drobečky z perníku (2000) (televizní film) Toby Landauová

### období1990–1999
- Městem chodí Mikuláš (1993) Stará koza
- Perfektní manžel (1992) Jane

### období1980–1989
- Pěsti ve tmě (1986) Ema Gabrielová
- …nebo být zabit (1985) matka
- Všichni musí být v pyžamu (1984) Ing. Beková
- Bambinot (1984) (televizní film) Kety
- S tebou mě baví svět (1983) Dáša Adámková
- Vrchní, prchni (1981) Věra

### období1970–1979
- Zkoušky z dospělosti (1979) (televizní seriál) profesorka Jánská
- Zlatí úhoři (1979) Paní Rozvědčíková
- Nemocnice na kraji města (1977) (televizní seriál) MUDr. Alžběta „Betty“ Čeňková
- Paleta lásky (1976) Jetty Galkenbergová
- Hřiště (1975) Jana
- Břetislav a Jitka (1974) (televizní film) Jitka, dcera JIndřicha z Babenberka
- Krásná paní ševcová (1973) Televizní film
- Lupič Legenda (1972) Doležalová
- Svět otevřený náhodám (1971) Olinka – pod jménem Havránková
- Zaprášené histórie (1971) (televizní film) 7. Na džentrickom plese – Judita
- S Rozárkou (1970), slovenský film podle novely Vincenta Šikuly o dospělé dívce s dětským myšlením

## Dabing
- Zvonilka: Tajemství křídel (2012) (USA–Disney) Královna Klarion
- Zvonilka a ztracený poklad (2009) (USA–Disney) Královna Klarion
- Příšerná tchyně (2005) (USA) Viola
- Zvonilka (2008) (USA–Disney) Královna Klarion
- Město radosti (1992) (UK–FR) Joan Bethelová

### Období 1980–1989
- Válka Roseových (1989) (USA) Barbara Roseová
- Hořící Mississippi (1988) (USA) paní Pellová
- Osudový omyl (1988) (UR) Šura
- Říkají mi Harlekýn (1988) (UR) Harlekýnova matka
- Příští ráno (1986) (USA) Alen Sternbergenová
- Indiana Jones a chrám zkázy (1984) (USA) Willilmyie Scottová
- Komisař Moulin: Přítelkyně z dětství (1981) (FR) Isabelle

### Období 1970–1979
- Doznání (1970) (FR) Lise

## Divadlo

### Vybrané divadelní role
- Divadlo bratří Mrštíků
  - 1965 – Každý má svou pravdu (Dina) – vystupovala v alternaci s Alenou Svatošovou[5]
- Státní divadlo v Brně (Mahenovo divadlo)
  - 1967 – Rembrandt neboli návrat syna marnotratného (Cornelia)[6]
  - 1968 – Trojánky (Trojánka)[7]
- JAMU
  - 1967 – Komedie o Františce a Honzíčkovi, Lancelot a Alexandra[8]
  - 1967 – Krvavá svatba (děvče)[9]
  - 1968 – Svatba pod deštníky aneb Zvoní se potřetí (Kloboučnice)[10]
  - 1969 – Tři herci, jedno drama (Naivka, Vévodkyně)[11]
  - 1969 – Výstřel (Piková dáma, Nadstrážník)[11]
  - 1970 – Doktor a běsi (Katy, Broomova žena)[12]
  - 1970 – Figarova svatba (hraběnka)[13]
  - 1970 – Leonce a Lena (učitelka)[14]
  - 1971 – Pomsta ruské siroty (paní Martinová, hoteliérka)[15]
  - 1971 – Podivné odpoledne Dr. Zvonka Burkeho (Svatava)[16]
- Jihočeské divadlo
  - 1971 – Král Lear (Regan)[17]
  - 1972 – Platon Krečet (Lída)[18]
  - 1972 – Josefina (Irena) – vystupovala v alternaci s Ludmilou Kuželovou[19]
  - 1973 – Komedie plná omylů (Luciana) – vystupovala v alternaci s Janou Vasmutovou[20]
  - 1973 – Cesta z bludiště (Irena)[21]
  - 1973 – Valentin a Valentina (Dina)[22]
- 1973 – Noční můra (Leslie Fullerová)[23]
  - 1974 – R.U.R. (Helena Gloryová / Robotka Helena) – v roli Heleny Gloryové vystupovala v alternaci s Věrou Krpálkovou[24]
  - 1974 – Všichni moji synové (Anna Deeverová)[25]
  - 1974 – Žinost paní Warrenové (Vivie)[26]
  - 1974 – Naši furianti (Kristina) – vystupovala v alternaci s Lídou Kuželovou[27]
  - 1975 – Bumerang (Helena)[28]
- Národní divadlo (Tylovo divadlo)
  - 1972 – Všichni moji synové (Anna Deeverová)[29]
- Jihočeské divadlo (Otáčivé hlediště Český Krumlov)
  - 1973 – Peer Gynt (1. salašnice / Anitra)[30]
  - 1975 – Lucerna (kněžna)[31]
- Státní divadlo Zdeňka Nejedlého (Činoherní studio Ústí nad Labem)
  - 1975 – Profesionální žena / moderní moralita (Soňa Čechová)[32]
- Divadlo na Vinohradech
  - 1977 – Dobrý člověk ještě žije (Martina) – vystupovala v alternaci s Gabrielou Vránovou[33]
  - 1977 – Služební cesta (Táňa, dělnice)[34]
  - 1979 – Tři sestry (Nataša, žena Andreje Prozorova)[35]
  - 1980 – Hadrián z Římsu (Jenovéfa, sestra rytíře Čelakovského)[36]
  - 1980 – Dnes ještě zapádá slunce nad Atlantidou (Kleito)[37]
  - 1981 – Retro (Ludmila, dcera Nikolaje Čmutina)[38]
  - 1984 – Báječná neděle v parku Créve-Coeur (Helena)[39]
  - 1986 – Třetí zvonění (Růžena, dcera Sadílka a Emmy, jeho ženy)[40]
  - 1987 – Zlodějská komedie (Adelaida)[41]
  - 1987 – Lov divokých kachen (Valérie)[42]
  - 1988 – Urmefisto (Postava zvaná Lotta)[43]
  - 1988 – Loupežník (zahalená žena)[44]
  - 1991 – Zahrada na křídě (slečna Madrigalová)[45]
  - 1991 – Ubohý vrah (druhá herečka)[46]
  - 1992 – Romeo a Julie (paní Monteková / paní Kapuletová) – vystupovala v alternaci s Danielou Kolářovou[47]
  - 1993 – Smrt a dívka (Paulina Salas)[48]
  - 1994 – Chvála prostopášnosti (Mariana)[49]
  - 1994–1998 – Dům čtyř letor (Izabela)[50]
  - 1996 – Brouk v hlavě (Olympie Feraillonová)[51]
  - 1998–1999 – Markýza de Sade (hraběnka de Saint-Fond)[52]
- Agentura pražské kulturní služby (Nádvoří Starého purkrabství)
  - 1990 (obnovená premiéra) – Sen noci svatojánské (Titanie)[53]
- Agentura ORFEUS (Křižíkova fontána)
  - 1993 – Z Kytice Karla Jaromíra Erbena (propůjčila hlas)[54]
- Umělecká agentura Foibos
  - 1995 – Theatrum Passionale aneb Zrcadlo umučení Páně Ježíše (Samaritánka)[55]
- Agentura Elektra (Divadlo na Vinohradech)
  - 1995 – ... a Ester je jasná hvězda[56]
- Divadlo Viola
  - 1996 – Noc orgií v Nesleské věži a šest dalších minikomedií – vystupovala v alternaci s Helenou Friedrichovou[57]
  - 2003 – Můj báječný rozvod[58]
- Divadlo tvůrčích osobností (Divadlo Ta Fantastika)
  - 1996 – Poslední Yankee (Patricie Hamiltonová)[59]
  - 1996 – Dar Gorgony (Helena Damsonová)[60]
- BIF, s.r.o. (Divadlo tvůrčích osobností – Divadlo Viola)
  - 1997–2004 – Mistrovská lekce (Maria Callas)[61]
- Divadlo na Vinohradech (Zkušebna)
  - 1998 – Scény z manželského života – vystupovala v alternaci s Alexandrou Tomanovou a Danielou Kolářovou[62]

- Divadlo Na Fidlovačce (Národní divadlo)
  - 1998–2006 – Šumař na střeše (Golda)[63]
- Divadlo Na Fidlovačce
  - 1998 – Fidlovačka aneb Žádný hněv a žádná rvačka (Margareta)[64]
  - 1999 – Vzhůru do Pelhřimova! aneb Tažní ptáci (Marie, žena Václava Kostečky)[65]
  - 1999–2003 – Jak to vidí Amy[66]
  - 2000–2004 – Dalskabáty, hříšná ves aneb Zapomenutý čert (Marjána Plajznerová)[67]
  - 2000–2002 – Kukaččí hnízdo (vrchní sestra Ratchedová)[68]
  - 2001–2002 – Thyl Ulenspiegel (Stevenynová)[69]
  - 2001–2004 – Kabaret (Slečna Schneiderová)[70]
  - 2001 – Blboun (Coco Pinchardová)[71]
  - 2002 – Julie, ty jsi kouzelná (Julie Lambertová)[72]
  - 2003–2005 – Carmen (matka Josého Lizarrabenga)[73]
  - 2003 – Podivná paní S. (Ethel)[74]
  - 2004 – Paní S. v rozpacích (Ethel)[75]
  - 2005–2006 – Harvey a já (Simmonsová)[76]
  - 2005–2006 – Šampióni aneb Kdo s koho (Mme Valentina Grosbois)[77]
  - 2005 – Jakobowsky a plukovník (Madame Bouffier)[78]
  - 2006 – Kouzlo domova (paní Shuttleworthová)[79]
  - 2006 (obnovená premiéra) – Šumař na střeše (Golda)[80]
  - 2006 – Poslední doutník (Anneli)[81]
  - 2007 – Čaj u královny (královna Alžběta)[82]
  - 2007 – Hádej, kdo přijde... (Katharine Hepburnová)[83]
  - 2011–2013 – Shapira (Myriam)[84]
  - Od 2013 – Babička (babička)[85]
  - Od 2013 – Až naprší a uschne/Hay Fever (Judita Blissová)[86]
  - Od 2015 – Dohazovačka (Dolly Leviová)[87]
- Lyra Pragensis
  - 1999 – Oscar, Cézar, Theodor...II (spoluúčinkovala)[88]
  - 2001 – Na cestě s Václavem Fischerem[89]
- BIF (Divadlo Viola)
  - 2003 – Můj báječný rozvod[90]
- Divadlo Na Fidlovačce (Komorní Fidlovačka)
  - Od 2006 (obnovená premiéra) – Můj báječný rozvod[91]
  - 2006 – Mistrovská lekce (Maria Callas)[92]
  - 2009 – Rok magického myšlení (žena)[93]
  - Od 2011 – Tři holky jako květ (Kay)[94][95]

### Asistentka režie
- JAMU (Činoherní studio JAMU
  - 1971 – Podivné odpoledne Dr. Zvonka Burkeho[16]

### Divadelní pedagožka
- Vyšší odborná škola herecká (Branické divadlo)
  - 1996 – Ej lásko, lásko Kompozice z české a moravské lidové poezie – pedagogické vedení[96]

### Překladatelka textu písní
- Divadlo DISK
  - 2009 – 13 tisíc vteřin – Večer[97]

## Rozhlas
- 1997 Leo Perutz: Noc pod Kamenným mostem. Osmidílná dramatizovaná četba na pokračování. Podle překladu Tomáše Kratěny zdramatizoval Rudolf Ráž, v režii Hany Kofránkové hráli: Eliška Balzerová, Josef Červinka, Stanislav Zindulka, Antonín Molčík, Václav Postránecký, Ilona Svobodová, Rudolf Pellar, Eva Horká, Petr Pelzer, Růžena Merunková, Veronika Tůmová, Michal Dlouhý, Vlastimil Zavřel, Vladimír Bejval, Miloš Hlavica, Jiří Hálek, Jan Medlík, Květoslava Straková, Ladislav Trojan, Bořivoj Navrátil, Jiří Langmajer a další.[98]
- 2011 George Tabori: Jak být šťastný a neuštvat se, Český rozhlas, překlad: Magdalena Štulcová, dramaturgie: Hynek Pekárek, režie: Aleš Vrzák. Hráli: Vypravěč a Starý Cvi (Josef Somr), Mladý Šabtaj Cvi (Kamil Halbich), Iokaste (Eliška Balzerová), Oidipus (Jan Dolanský), Don John (Alois Švehlík) a Amanda Lollypop (Pavla Beretová)[99]

## Významná ocenění
- Bambi – nejlepší herečka (Nemocnice na kraji města – MUDr. Čeňková); 1982, Německo
- Ceny Františka Filipovského – nejlepší ženský dabing (Vraždy v zahradách – Rosemary Boxer); 2007
- Elsa – nejlepší ženský herecký výkon v hlavní roli (Riskantní interview); 2009
- Modrá kostka – nejlepší ženský herecký výkon ve vedlejší roli (Ženy v pokušení – Vilma); 2010
- Český lev – nejlepší ženský herecký výkon ve vedlejší roli (Ženy v pokušení – Vilma); 2011
- Zlín Film Festival – Zlatý střevíček za mimořádný přínos kinematografii pro děti a mládež; 2020[100]
- Audiokniha roku – nejlepší interpretka; za načtení memoárů Roky od Annie Ernauxové; 2024[101]